# فلک (قائنات)
فلک روستایی در دهستان قائن بخش مرکزی شهرستان قائنات استان خراسان جنوبی ایران است. بر پایه سرشماری عمومی نفوس و مسکن در سال ۱۳۹۰ جمعیت این روستا ۴۲۸ نفر (در ۱۱۷ خانوار) بوده‌است.